# Lijst van satellieten voor röntgenastronomie
Dit is een lijst van satellieten voor röntgenastronomie. Zie ook ruimtetelescoop.
| Naam                                      | Periode    | Energieband(en) (keV)                    | Aantekening                                                                                     |
| ----------------------------------------- | ---------- | ---------------------------------------- | ----------------------------------------------------------------------------------------------- |
| Vela                                      | 1963-1984  | 3-750 (Vela 5B)                          | Twaalf Amerikaanse satellieten om kernexplosies te detecteren                                   |
| Uhuru (SAS-1, Explorer 42)                | 1970-1973  | 2-20                                     | VS                                                                                              |
| OSO-7                                     | 1971-1974  | 1 keV-10 MeV                             | VS, voor waarneming van de zon                                                                  |
| OSO-8                                     | 1975-1978  | 0,15 keV-1 MeV                           | VS                                                                                              |
| Copernicus Satellite (OAO-3)              | 1972-1981  | 0,5-10                                   | VS en Groot-Brittannië                                                                          |
| Astronomische Nederlandse Satelliet (ANS) | 1974-1977  | 1-30 / 0,16-0,28 / 1-7                   | Nederland, ontdekking X-ray bursts                                                              |
| Skylab                                    | 1973-1979  |                                          | VS                                                                                              |
| Ariel V                                   | 1974-1980  | 0,3-30 / 1,5-20                          | VS en Groot-Brittannië                                                                          |
| Small Astronomy Satellite-3 (SAS-3)       | 1975-1979  | 0,1-60                                   | VS                                                                                              |
| COS-B                                     | 1975-1982  | 2 keV-5 GeV                              | Europa (ESA)                                                                                    |
| HEAO-1                                    | 1977-1979  | 0,2 keV-10 MeV                           | VS                                                                                              |
| Einstein Observatory (HEAO-2)             | 1978-1982  | 0,15-3 / 0,4-4 / 0,5-4,5 /0,4-2,6 / 1-20 | VS                                                                                              |
| Hakucho (CORSA-B)                         | 1979-1985  | 0,1-100                                  | Japan                                                                                           |
| HEAO-3                                    | 1979-1981  | 50 keV-10 MeV                            | VS                                                                                              |
| Exosat                                    | 1983-1986  | 0,05-50                                  | Europa (ESA)                                                                                    |
| Tenma (Astro B)                           | 1983-1985  | 0,1-60                                   | Japan                                                                                           |
| Ginga (Astro-C)                           | 1987-1991  | 1-500                                    | Japan                                                                                           |
| Granat                                    | 1989-1994  | 35-100/ 2 keV-100 MeV                    | USSR/Rusland met Europese landen, onder meer Sigma en ART-P instrumenten met gecodeerde maskers |
| ROSAT                                     | 1990-1999  | 0,04-2                                   | Duitsland, VS en Groot-Brittannië                                                               |
| Compton Gamma-Ray Observatory (CGRO)      | 1991-2000  | 30 keV-30 GeV                            | VS                                                                                              |
| Yohkoh (Solar A)                          | 1991-2005  |                                          | Japan, VS en Groot-Brittannië                                                                   |
| ASCA (Astro-D)                            | 1993-2001  | 0,4-12                                   | Japan, VS                                                                                       |
| Rossi X-ray Timing Explorer (RXTE of XTE) | 1995-heden | 1-30 / 0,16-0,28 / 1-7                   | VS                                                                                              |
| BeppoSAX                                  | 1996-2002  | 0,1-300                                  | Italië, Nederland                                                                               |
| Chandra X-Ray Observatory (AXAF)          | 1999-heden | 0,1-10                                   | VS                                                                                              |
| HETE-2                                    | 2000-heden | 0,5-400                                  | VS, Japan, Frankrijk, en Italië; voor gammaflitsen                                              |
| XMM-Newton                                | 1999-heden | 0,1-15                                   | Europa                                                                                          |
| SMART-1                                   | 2003-2006  |                                          | Europa, maanmissie met röntgenspectrometer en Solar Monitor                                     |
| Integral                                  | 2002-heden | 15-60                                    | Europa                                                                                          |
| Swift                                     | 2004-heden | 15-150 / 0,2-10                          | VS, Groot-Brittannië en Italië; voor gammaflitsen                                               |
| Agile                                     | 2007-heden | 15-60                                    | Italië, satelliet voor gammastraling (30 MeV - 50 GeV) met röntgendetector                      |